# NBCラジオ佐賀

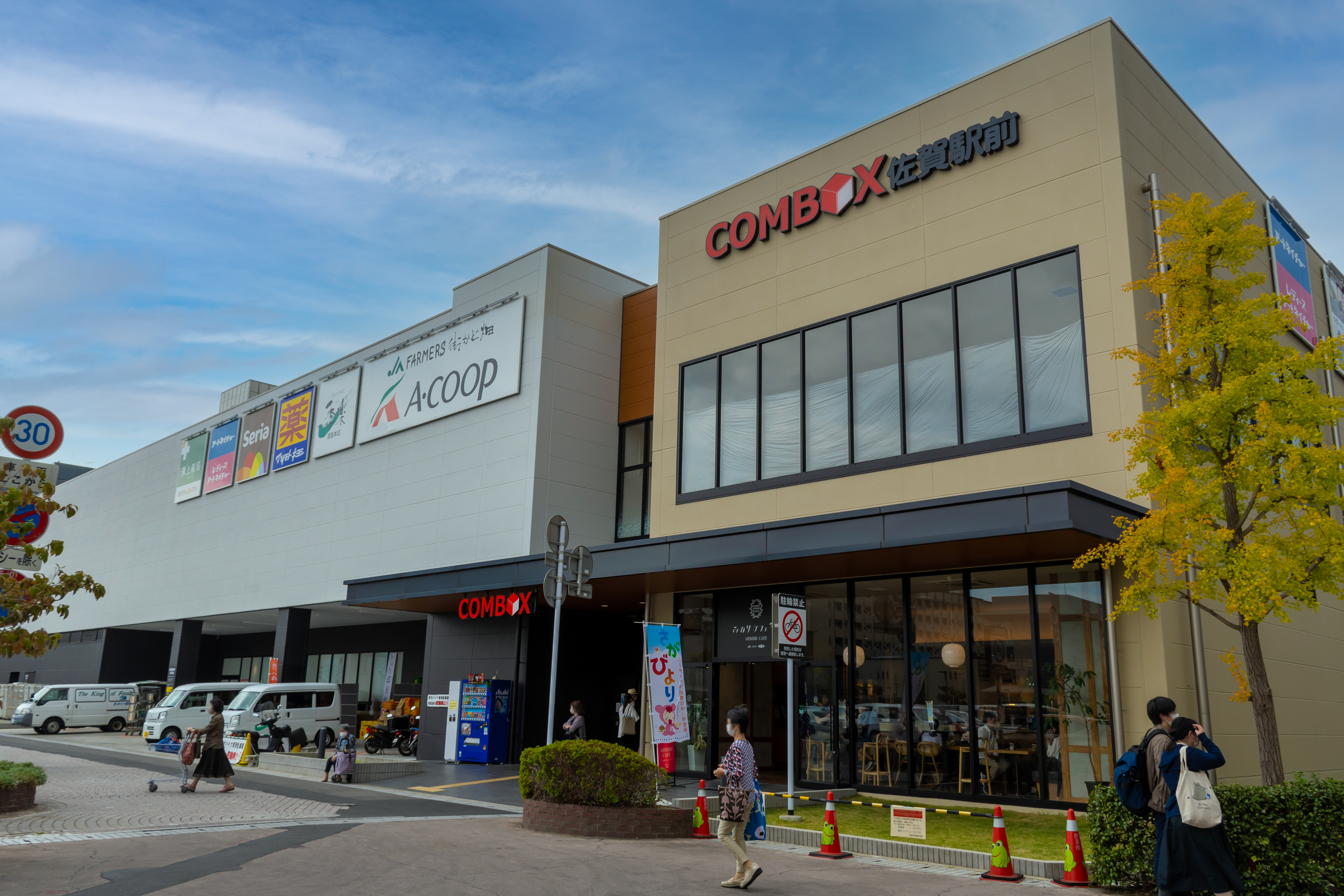
NBCラジオ佐賀の事務所とスタジオが入居するコムボックス佐賀駅前
（2020年6月15日 - ）
（佐賀市駅前中央1-4-17）

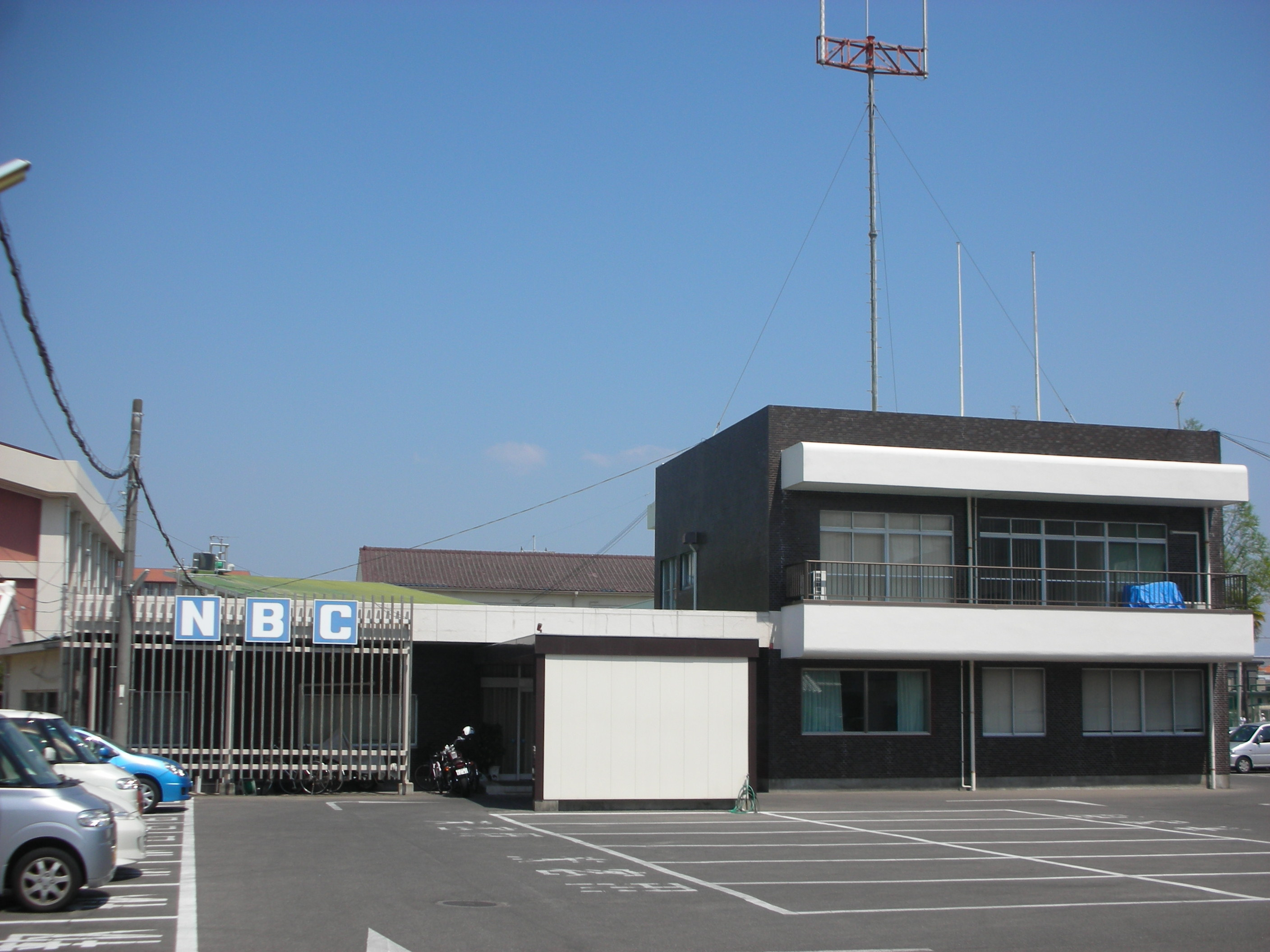
NBCラジオ佐賀旧社屋と演奏所
（1958年8月1日 - 2020年6月14日）
（佐賀市本庄町大字本庄1249）

NBCラジオ佐賀（エヌビーシーラジオさが）は、長崎放送株式会社（NBC）の中波放送（AMラジオ）の中継局である佐賀放送局の通称である。

## 概要
開局は1958年（昭和33年）8月1日。エフエム佐賀が1992年（平成4年）4月1日に開局するまでは、純粋に佐賀県のみをサービスエリアとする民放ラジオ局がなかったため、事実上佐賀県唯一の民放ラジオ局の役割を果たす存在だった。
2019年（令和元年）7月22日に社屋の老朽化を理由に佐賀駅前の西友佐賀店跡に新設される商業施設「コムボックス佐賀駅前」内に移転することを発表、2020年（令和2年）6月15日に運用を開始した。
基本的には長崎県を放送対象地域とする長崎本局（JOUR：1233kHz）の中継局であるが、2021年（令和3年）10月の編成統合前は佐賀県向けに佐賀局独自のワイド番組を早朝から夕方にかけて放送していた。CMも佐賀県関連のものに差し替えていた。NBCの中継局（支局）ではあるが、佐賀県向けの放送はワイド番組だけではなく、東京のラジオ番組制作会社が制作した音楽・トーク・宗教番組なども佐賀局が独自に購入、佐賀県向けに放送される場合があった。また、長崎本局にネットされているJRNとNRNのネット番組の一部も佐賀局では時差ネットで放送されるものもあった。また、JRN・NRN加盟の地方局が制作した番組でも長崎本局では放送せず佐賀局のみで放送される物もあった。なお、テレビは長崎県のみの免許のため中継局を持たない。
文化放送制作・NRN系列全国ネットの「ニュース・パレード」やTBSラジオ制作・JRN系列全国ネットの「ネットワークトゥディ」で佐賀県からの情報をリポートする際、キャスターが『長崎放送』ではなく『NBCラジオ佐賀』と呼称する。これは、両者とも編成統合後も同様である。
NBCラジオ佐賀にアナウンサーは在職しておらず、統合前に放送された佐賀ローカルの報道番組は報道部員が自ら担当していたが、統合後は本社所属のアナウンサーが担当するNBCラジオのニュース番組（NBCニュース、NBC50ニュース）が長崎と佐賀のローカルニュースを一元的に扱っている。
マスコットキャラクターは、本社に所属する「テレビンとれでぃお」のうち、2021年の番組編成統合後から「れでぃお」のみを共通で起用されている。かつてはNBCラジオ佐賀が独自に製作したマスコットを起用したことがあり、2008年（平成20年）からは開局50周年を記念して、佐賀県出身のイラストレーター・326が手がけた「キキドキちゃん」と犬のロボット「ごーまる」が「ラジ丸くん」に変わる形で使用されていた。キャッチコピーは「ココロにきくラジオ」。
ラジオカーの愛称は「スキッピー」。長崎のNBCラジオとは別に編成されていたが、佐賀は2022年（令和4年）をもって廃止された。だが「スキッピー号」は現在、佐賀局の営業車として使用している。
なおNBCでは2006年（平成18年）に組織の再編を実施し、ラジオ制作業務を子会社に全面移管した（放送局の免許はNBC本社が引き続き保有）。これに伴い、従来、佐賀局の番組制作を行ってきた子会社「株式会社NBC P&S」が「株式会社NBCラジオ佐賀」に改称。佐賀県に関しては、技術職も含め現場業務を行う社員全てがこの子会社に移籍した。さらに2013年（平成25年）4月1日には、NBCラジオ佐賀をカルチャースクールなどの事業を行う「株式会社NBCソシア」と合併（存続会社はNBCソシア）。一時NBC本社に運営を戻した時期もあったが、本社移転に合わせたグループ再編でNBCの放送現業業務が新生NBCソシアに「再移管」されたため、現在は佐賀局内にNBCソシアの佐賀支社が併設され、佐賀局のラジオ業務全般を請け負う。
2017年（平成29年）2月1日に、佐賀県域をカバーするFM補完中継局を唐津市八幡岳に設置。その後2020年（令和2年）7月に鳥栖市周辺をカバーするFM補完中継局が設置されている。
立ち位置はあくまで「長崎放送の佐賀支局」であり、他局のAM支局と同様にradikoはおろかインターネット配信そのものを一切行っていなかったため、長崎本局の配信開始後もradikoではNBCラジオ佐賀での差し替え放送（後述）を聞くことが一切できなかった。また、2021年（令和3年）9月まで長崎本局の基本サービス（無料）での聴取も長崎県内のみ可能となっていたため、佐賀県内では長崎本局の聴取にもradikoプレミアムへの加入を余儀なくされていたが、2021年（令和3年）10月1日正午ごろから『radiko』での配信をスタートさせた。これにより佐賀県内においてもNBCラジオの番組を無料で聴けることになった。この配信エリア拡大と同時に、長崎・佐世保、佐賀それぞれで一部異なっていた編成を統合し、佐賀制作の番組が長崎県やradikoでも聞けるようになるなど、時勢に合わせた改編が行われた。この件に関してNBCは「NBCラジオの新たな挑戦」と位置づけ、長崎・佐賀両局を拠点とした地域密着の番組制作・取材活動の更なる充実と防災・減災報道にも力を尽くしつつ“西九州”に訴求するラジオ局を目指すとしている。さらにNBCラジオ佐賀独自のホームページは2022年（令和4年）8月31日で閉鎖され、長崎放送ラジオページ内に情報が集約された。それを機に編成統合後はホームページのみに留まったNBCラジオ佐賀独自のロゴタイプを廃止させ、本社と共通のロゴタイプに出戻ることになった。
2024年2月より、AM停波実証実験として、ラジオ佐賀としての親局の佐賀放送局を含め佐賀県域の4つのAM送信所を停波する。期間は2025年1月までの1年間としている。NBCでは佐賀県域の聴取者に対してFM中継局の放送波による聴取を推奨している。

## 周波数
以下の全放送局、中継局のアナウンスは、通常日曜日の放送終了後の月曜0時59分と、月曜日の放送開始時の3時58分にアナウンスされ、他曜日は4時59分に長崎、佐世保、佐賀FMのみアナウンスされる。
| AM放送（全局2024年2月5日より運用休止・停波） | AM放送（全局2024年2月5日より運用休止・停波） | AM放送（全局2024年2月5日より運用休止・停波） | AM放送（全局2024年2月5日より運用休止・停波） | AM放送（全局2024年2月5日より運用休止・停波）  |
| 局名                                         | コールサイン                                 | 周波数                                       | 出力                                         | 備考                                          |
| -------------------------------------------- | -------------------------------------------- | -------------------------------------------- | -------------------------------------------- | --------------------------------------------- |
| 佐賀                                         | JOUO                                         | 1458kHz                                      | 1kW                                          | [ 注釈 11 ]                                   |
| 唐津                                         |                                              | 1458kHz                                      | 100W                                         | [ 注釈 12 ]                                   |
| 伊万里                                       |                                              | 1116kHz                                      | 100W                                         |                                               |
| 有田                                         |                                              | 1458kHz                                      | 100W                                         |                                               |
| FM補完局                                     |                                              |                                              |                                              |                                               |
| 中継局                                       | 対応エリア                                   | 周波数                                       | 出力                                         | 備考                                          |
| NBC佐賀FM                                    | 佐賀県の大部分                               | 93.5MHz                                      | 500W                                         | 2016年9月6日予備免許交付、 2017年2月1日開局。 |
| NBC鳥栖FM                                    | 鳥栖・三養基                                 | 92.1MHz                                      | 20W                                          | 2020年8月1日開局。                            |

## 番組

### 現在放送中の番組
2024年4月時点。
- 長崎本局と同一編成のため長崎放送の当該項目、または公式サイトのラジオ週間番組表を参照。
- 佐賀単独の制作番組、および長崎本局との共同制作番組のみを記載。

NBCラジオ佐賀制作
- SAGA“C”WAVE（月曜 16:10 - 16:15）
- さがけいばほっと情報（金曜 16:55 - 17:00）
- 冨永ボンドのRADIOボンドバ（金曜 21:00 - 21:15）
- 80年代専門番組ときめき!レコード室 どきっ（金曜 21:30 - 22:00）
- NBC R50（土曜 9:00 - 12:50）
- 木原慶吾のHot Hits Again（土曜 16:00 - 16:30）
- さらば青春の光の『青春デストロイヤー』（土曜 17:50 - 18:00）
- ひげドクターと原ちゃんのチョイ悪クリニック（日曜 17:30 - 18:00）
- 全国高等学校野球選手権佐賀大会

長崎本局との共同制作
- あさかラ（月曜 - 金曜 9:00 - 12:50）

随時放送
- NBC50ニュース
- 交通情報・道路混雑情報
- 天気予報
  - 各ワイド番組内で放送。

特別番組
- NBCゴールデンナイトゲーム（4月 - 9月のプロ野球シーズンに放送）
- ニューイヤー駅伝（TBSラジオ制作 毎年1月1日 9:00 - 14:30）
- 箱根駅伝実況中継（文化放送制作 毎年1月2日・3日にネット）
- 天皇盃 全国男子駅伝実況中継（中国放送制作 毎年1月第3日曜12:15にネット）
- ボートレースラジオ実況中継（文化放送よりSG競走優勝戦開催日にネット）
- J1 サガン鳥栖実況中継（不定期）

### 過去
- いいわけラジオ!
- 4時からラジオ産地直送
- 歌え!ヤンヤンアイドル
- 酒井俊幸のモーニングダッシュ
- モーニングフレーバー
- おはようラジオ朝一番!
- おはようラジオ! Waki アイ愛
- 午後もキラキラききんShine!!
- おきらく歌謡天国
- 久枝のカムカムニュースウェーブ
- 山ちゃんの太っ腹ワイド
- NBCラジオ夕刊（長崎放送と同時放送）
- なおみのモーニングカフェ
- おしゃべり名物春海茶屋
- 土曜映画館
- おいたち Sagan Mon YOKA YOKA リクエスト
- 村上隆二の本庄音楽委員会
- 木原慶吾の Hot Hits Again
- さわこ&かほるの MUSIC・ア・ラ・ど〜も!
- ふるさとファイルさが
- J-HITS TOP 20
- BREAK!
- みんなの力であたらしい佐賀を
- 僕たち立派に実ってやるぞ
- HELLO! HIGH SCHOOL
- ふるさとキャラバンさが
- よしのがり牟田のラジオですよ（月曜 - 水曜：9:00 - 11:40/2007年3月終了）
- とれたてヒーマン!（木曜・金曜：9:00 - 11:40/2007年3月終了）
- Luv Jungle Satellite（日曜 12:00 - 16:00/2007年9月終了）
- 別腹ワイドサガDONぶり（月曜 - 木曜：14:00 - 16:10／金曜：14:00 - 15:30/2012年3月終了）
- おはこんラジオ（月曜 - 金曜：7:25 - 11:40/2013年3月終了）
- 情報ファイル佐賀（17:45 - 18:30/2013年3月終了）
- 情報コンビニ 佐賀ですよ（月曜 - 木曜：14:00 - 16:10／金曜：14:00 - 15:40/2014年3月終了）
- ここ・らじ（月曜 - 金曜：9:00 - 11:50/2018年3月終了）
- こっとん Iスタジオ（木曜・金曜：13:00 - 15:50/2018年3月終了）
- ナイス中村の ナイスバッティング（月曜：6:00 - 6:20/2019年3月終了）
- まちこさんと岡本くんの土曜はギューッと（土曜：9:00 - 11:35/2020年3月終了）
- ただいま、ラジオ。（金曜：9:00 - 11:50/2021年9月終了）
- ひるかラ
- RADIO KING.

など

## 主なパーソナリティ
長崎本社所属・同系列の人物は除く。

### 現在
- 木原慶吾
- 田代奈々（大迫同様スキッピーからの転身組。一時離れていたが、FM佐賀の番組が終了し、2008年4月、10年ぶりに復帰）
- 岡本憲明（福岡を拠点としたパーソナリティー。かつては宮崎放送アナウンサー）
- 上荒磯勇（福岡市のサラリーマンで、会社が休みの土日にパーソナリティやイベントの司会などの活動を行っていたが、現在は長崎市内へ移住し、パーソナリティ活動が休みの日は市内の居酒屋でアルバイトをしている模様。元・福岡吉本の漫才師で、当時は現パンクブーブーの黒瀬純とコンビを組んでいた）
- 諸岡彩（2009年3月までスキッピー）
- 安倉俊秀
- 原直子
- さらば青春の光[11] - 2人とも佐賀・長崎には縁がなく、東京のテレビ番組の企画から番組を持つこととなったが、結果としてどの番組よりも長く続いている。
- 富永ボンド
- 德丸英器
- 青木理奈

上記以外に本社系列とはなるが、嘗てアナウンサーとして佐賀局で勤務し、その後本社で長く活動した村山仁志が、2023年度人事で佐賀局長となり佐賀に再赴任。局長としての仕事の傍らラジオ番組出演も続けている。

### 過去
- ヒーマン（2021年逝去）
- 大迫佐和子（スキッピーからそのまま残り、20年近く在籍したベテラン）
- 加地まひる（夫は元NBC、元TVQ九州放送アナウンサーで現在小郡市長の加地良光。もともとはスキッピーだった。夫がTVQに転籍後断続的にパーソナリティーを務めていた）
- 村上隆二（現在は南日本放送アナウンサー。元NBCラジオ佐賀の社員で、退社後フリーとなり熊本を中心に活動していた）
- 酒井俊幸（サガテレビ契約アナウンサーを経て福岡放送の記者。退職後、薬剤師に転身）[12]
- 岩永さやか（2008年3月までスキッピー）
- 藤田加奈（2010年4月からパーソナリティーとして起用される）
- 宮地志穂（NBCラジオ佐賀のディレクターが本業であるが、2009年4月からパーソナリティーも兼任していた）
- 鳥井智子（元サガテレビアナウンサーで、現在はフリー）
- 石井理加（同上）
- 今村祥佳（NBCラジオ佐賀の記者が本業であるが、2009年4月からパーソナリティーも兼任していた）
- 長田麻衣子（元仙台放送アナウンサー。結婚で佐賀に移り、出産後は朝ワイドを担当していた）
- 山田桂子
- 吉野綾
- 希望彰（佐賀在住の演歌歌手）
- 千鳥綾（佐賀在住の演歌歌手）
- 平野妙子（アナウンサー）
- 川副春海
- 徳永陽子（元は本社系統の人物だったが、結婚して福岡転居後、前述の加地まひる同様、番組に出演していたが、出産を機に2009年（平成21年）10月で降板）
- 古川康（佐賀県知事。2004年（平成16年）から2006年（平成18年）まで、現職知事でありながらyasushi名義で番組を担当していた）
- 村井智奈（元スキッピー。NHK広島放送局契約キャスターを経て、コンプ・アニ所属のタレントとして広島テレビ放送の番組に出演[13]）
- 手塚葉子
- よしのがり牟田（地元のローカルタレント。パーソナリティ歴はかなり長い）
- かくもとしほ（スキッピー出身の佐賀ローカルタレント）
- 渕上史貴
- 古川愛子
- 中山直美
- 今井雄太郎
- 金子信二
- 小木三幸
- 穂高ゆう

## NBCラジオ佐賀独自の番組欄が掲載されている新聞・雑誌
- 佐賀新聞
- 西日本新聞（佐賀・長崎版）
- 朝日新聞（福岡・筑後・佐賀版）
- 毎日新聞（筑後・佐賀版）
- 読売新聞（佐賀版）
- 日本経済新聞（九州北版）
- 聖教新聞（福岡県・佐賀県版）
- ラジオ番組表（三才ブックス）
それまでは長崎放送のタイムテーブルのみだったが、2008年（平成20年）春号より独自掲載。前述したように佐賀・長崎で番組編成が統一されたため、2022年（令和4年）春号からは再び掲載を止め、長崎放送のページに佐賀県内の周波数を乗せる方法に戻した。

特記
西日本新聞では佐賀県版と長崎県版でNBC佐賀、NBC長崎の番組表が両掲載されている（かつては福岡県など九州全域に掲載されていた時期があったが、現在も元日付けや、国政選挙の特別紙面の際に掲載される場合がある）。
また、読売新聞の福岡・佐賀・長崎版では1980年代中盤頃は「NBC長崎・佐賀」というように掲載されていた。また、日本経済新聞の九州北部版では「長崎放送ラジオ佐賀」として掲載されている。一部の雑誌（主にラジオ番組表）では「ラジオ佐賀」と表記することもある。
産経新聞九州・山口特別版（西部本部発行）は、全国紙・ブロック紙で唯一、NBC佐賀の番組欄が掲載されていない。これは、この地域向けのラジオ欄が広域版扱い（九州・山口8県共通内容）で収録されていること、またスペースの都合がつかないことによる。

## 関連会社
- 株式会社NBCソシア
本社：長崎市尾上町5-6　NBCビル6階
長崎放送グループの再編で、「NBC興産株式会社」と長崎県におけるラジオの番組制作と営業を行っていた「株式会社NBCラジオ」と合併し、「株式会社NBCソシア」が誕生。その後、NBCラジオ佐賀の業務全般を行っていた「株式会社NBCラジオ佐賀」を吸収合併、ラジオ業務全般はエリア全体で同社「NBCラジオ&プロモーションメディア統括本部」の傘下に置かれた。